# Ügyek
Ügyek Turul (druhá polovina 8. století – první polovina 9. století), známý také jako Ugek, byl podle legend otcem Almoše, prvního vládce Maďarů. Jeho ženou byla Emese, která měla podle legendy sen, ve kterém se k ní do lože snesl ohromný dravec Turul a zmocnil se jí jako ženy. O devět měsíců později se jí narodil syn, kterému dala jméno Álmos (z maď. álom – sen, álmos – chlapec pocházející ze sna).
Podle spekulací byla první knížata Maďarů potomky Hunských chánů a náčelníků dalších turkických národů a přes ně také potomky některých dcer čínských císařů.
|  | Znak z doby nástupu | Uherský panovník | Znak z doby konce vlády | Nástupce: Almoš |